# 亚尔莫·米吕斯
亚尔莫·米吕斯（芬蘭語：Jarmo Myllys，1965年5月29日—），芬兰男子冰球运动员。他曾代表芬兰参加1988年、1994年和1998年冬季奥林匹克运动会冰球比赛，共获得一枚银牌和二枚铜牌。